# 이병관
이병관(李柄瓘, 1908년 2월 20일 ~ 1961년)은 대한민국의 정치인이다.

## 학력
- 일본 도쿄 농업대학 전문부 농과 졸업

## 약력
- 사범학교, 중학교, 전문여학교 농업과 교원면허를 가지고 있었으며
- 조선총독부 곡물검사 조수,기수와 조선총독부 곡물검사소 부산밀양출장소에 근무하고 봉산면장을 지냈다.
- 1948년 5월 10일 : 제헌 국회의원(경북 김천을)
- 1952년 5월 15일 ~ 1953년 6월 27일 : 제5대 김천시장
- 1953년 6월 27일 ~ 1957년 6월 27일 : 제6대 김천시장

## 역대 선거 결과
|  | 0% |

|  | 16.66% |

## 참고 자료
- 《대한민국 의정총람》, 국회의원총람발간위원회, 1994년